# Nacaeus nigrifrons
Nacaeus nigrifrons är en skalbaggsart som först beskrevs av Louis Alexandre Auguste Chevrolat och Fauvel 1863.  Nacaeus nigrifrons ingår i släktet Nacaeus och familjen kortvingar. Inga underarter finns listade i Catalogue of Life.